# Nechka Robeva

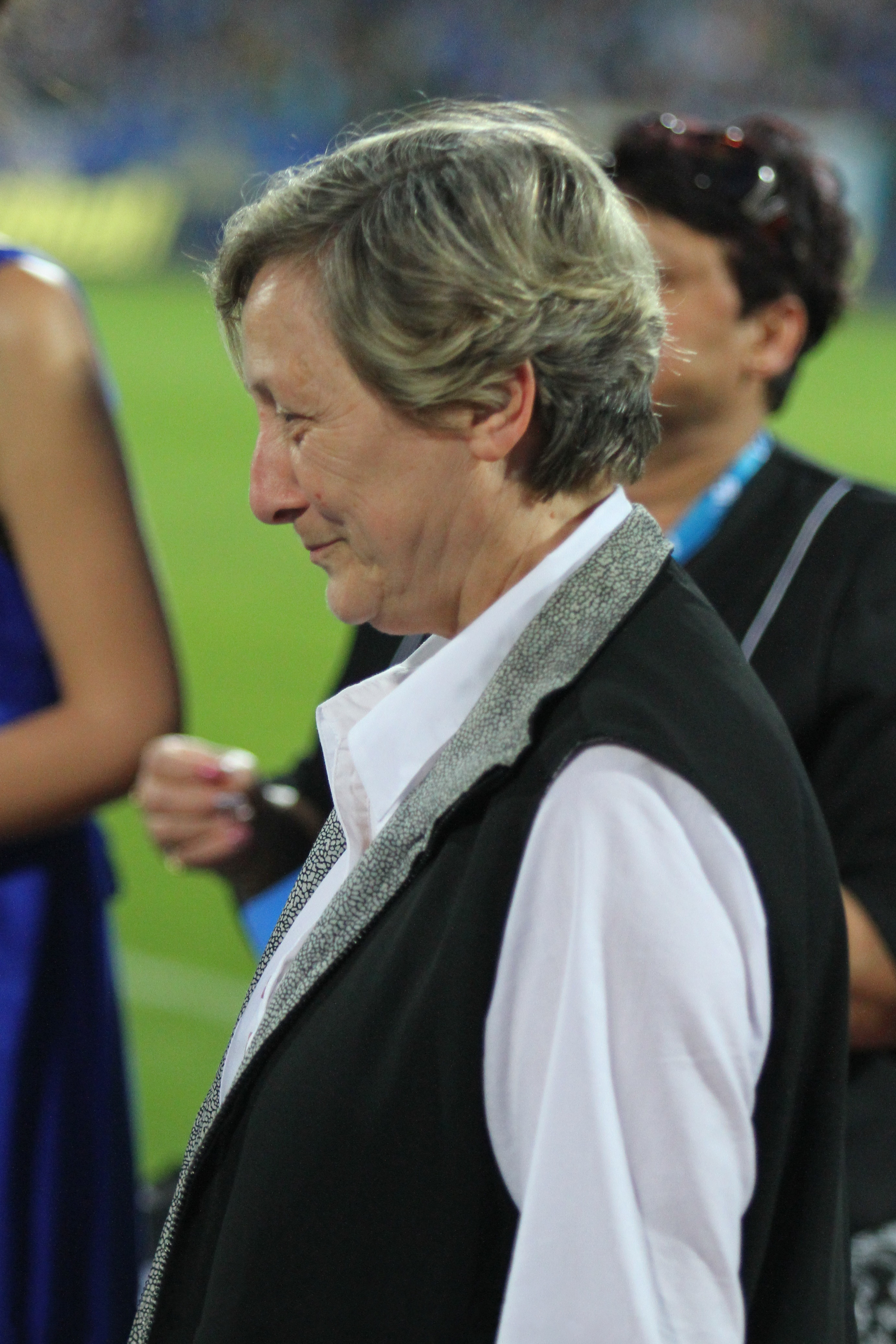
Nechka Robeva, coreógrafa, entrenadora y ex gimnasta búlgara

Nechka Robeva (en búlgaro, Нешка Робева) es una coreógrafa, entrenadora y ex gimnasta búlgara nacida en Ruse el 26 de mayo de 1946. Actualmente preside el club Levsky de gimnasia rítmica.

## Trayectoria

### Como gimnasta
Estudió coreografía y fue una deportista destacada en la gimnasia rítmica mundial de la segunda mitad de la década de los años 60 y principios de los años 70. Sus inicios en la gimnasia rítmica fueron tardíos, ya que empezó a la edad de 20 años, en 1966, con el fin de practicar una disciplina que le permitiera estudiar en el Instituto Nacional de Educación Física.
En 1967 estuvo en el campeonato del mundo celebrado en Copenhague donde obtuvo una medalla de bronce en la final de manos libres, fue sexta en la final de cuerda y decimotercera en el concurso completo individual.
En 1969 obtuvo una medalla de plata en el concurso general individual del campeonato del mundo celebrado en Varna. En ese mismo mundial participó en las cuatro finales por aparatos, en las que obtuvo dos medallas de plata en aro y manos libres, y una de bronce en cuerda, además de un sexto puesto en pelota. 
En el campeonato del mundo de Róterdam de 1973 fue sexta en el concurso completo y obtuvo la medalla de bronce tanto en la final de aro como en la de pelota además del quinto puesto en cinta.

### Como entrenadora
Su etapa como entrenadora se inició en 1977 y durante 25 años figuró al frente del equipo nacional de Bulgaria de gimnasia rítmica. Pese a que en su etapa como gimnasta no llegó a conseguir ninguna medalla de oro en ninguna de las grandes competiciones internacionales, como entrenadora fue forjadora de grandes campeonas de la gimnasia rítmica, tanto de los años 80 como de los 90, como Anelia Ralenkova, Iliana Raeva, Lilia Ignatova, Diliana Gueorguieva, Bianka Panova, Adriana Dunavska, María Petrova y Teodora Alexandrova.

### Como coreógrafa
En el año 2000, Nechka Robeva fundó una compañía de danza denominada Нешанъл Арт (o National Art) que ha recorrido numerosos países del mundo mostrando coreografías en las que reinterpreta y moderniza elementos folclóricos de Bulgaria y de otros países de su entorno y en ocasiones los fusiona con tangos y elementos de gimnasia rítmica.